# Deretrachys chilensis
Deretrachys chilensis là một loài bọ cánh cứng trong họ Cerambycidae.